# Salame all'aglio
Il salame all'aglio (in ferrarese, detto anche "salam-da-l'ai") è il nome generico assegnato ai salami della tradizione prodotti in Val Padana e in particolare nel cremonese, nel mantovano e nel ferrarese. Il nome fa riferimento all'ingrediente che caratterizza il sapore di questo salame. Il salame all'aglio prodotto a Ferrara è inserito nella lista dei prodotti agroalimentari tradizionale dell'Emilia-Romagna.

## Stagionalità del salame all'aglio - periodo di preparazione
Se si tratta del salame all'aglio come prodotto domestico (secondo la tradizione ferrarese) allora si deve parlare di un prodotto stagionale la cui produzione inizia alla fine di novembre. Un detto popolare lega infatti la data del 30 novembre, S. Andrea, con l'inizio della macellazione nelle case: Par sant'André as ciapa al ninìn par al piè (letteralmente: "per S. Andrea si prende il maiale per il piede" con il significato di indicare nel periodo intorno al giorno di S. Andrea il momento buono per iniziare la macellazione del maiale) e questo periodo normalmente termina a dicembre, anche se il clima adatto ad una stagionatura naturale del salame nella bassa Pianura Padana potrebbe durare fino alla fine di gennaio.
Se invece si tratta di un prodotto industriale/artigianale, allora viene meno il concetto di stagionalità in quanto attraverso la riproduzione di temperature ed umidità controllate in adeguate celle climatizzate è possibile la produzione durante tutto l'anno.
Come situazione intermedia fra la produzione casalinga ed industriale/artigianale nella provincia di Ferrara si riscontra la presenza di esercizi commerciali, come le macellerie, che pur producendo a livello artigianale rispettano la stagionalità del prodotto e in rari casi rispettano anche il procedimento tradizionale che non prevede l'uso di conservanti, additivi ed ingredienti che accelerano la stagionatura.

## Le carni e la concia
Per la preparazione del salame all'aglio secondo la tradizione casalinga si selezionano tagli di carne di suini adulti di almeno 170-180 kg di peso (dopo la macellazione) per avere carni mature e compatte. I tagli magri sono circa il 70%, mentre i tagli grassi (grasso dorsale e guanciale) o semigrassi (pancia) sono complessivamente circa il 30%. Vengono macinati con una trafila con fori di 8 mm e conditi con sale, pepe nero, noce moscata e vino rosso, non pastorizzato e senza l'aggiunta di solfiti. Questo deve avere un sapore robusto come il vino "uva d'oro" (o fortana) che è un vitigno ora coltivato nelle sabbie del delta del Po e nell'entroterra ferrarese.. Tuttavia, con le stesse caratteristiche di genuinità sopra indicate per il fortana, si usano anche altri vini come il sangiovese, il merlot, il cabernet e il raboso. La quantità d'aglio da aggiungere dipende dal gusto personale, mediamente è di circa 2-3 spicchi ogni 10 kg di carne macinata e deve essere finemente tritato quasi a formare una poltiglia. Successivamente va incorporato nell'impasto. Un altro metodo largamente praticato prevede di schiacciare l'aglio con un attrezzo di legno fino a ridurlo in poltiglia e quindi introdurlo in una parte del vino rosso da usare per la concia perché rilasci in esso l'aroma e si distribuisca meglio nell'impasto. 
Anche per la concia del salame all'aglio ferrarese, occorre precisare le differenze con i 
processi industriali di produzione, che prevedono l'uso di conservanti e di additivi alimentari. 

## L'insaccatura
L'insaccatura viene effettuata in diversi tipi di budello naturale o artificiale. Se si usa un budello specifico allora il salame all'aglio assume il nome derivante dall'impiego del budello come nei casi del Salame gentile e della Zia, la Zziè, altrimenti genericamente può essere impiegato anche la pezzatura piccola del retto del suino (il sotto-gentile) o il dritto di bue che è l'intestino del bovino.
Nella produzione artigianale ed industriale del salame all'aglio frequentemente si usa il budello artificiale che riduce i tempi di stagionatura accelerando il processo di essiccazione. 

## La prima fase di essiccazione
Nella lavorazione domestica di questo prodotto della tradizione ferrarese, dopo la preparazione e la legatura, i salami vengono appesi per qualche giorno in un ambiente a temperatura intorno ai 16 -18 °C per iniziare l'essiccazione della parte esterna del budello ed attivare la prima fase della fermentazione. Successivamente vengono collocati in locali con temperatura ambiente (6 -14 °C) nei quali ha inizio il processo di stagionatura vero e proprio. 
Nella produzione domestica e stagionale, si deve considerare il clima medio del territorio ferrarese che ha caratteristiche di umidità relativa dell'aria ottimali per la fase di stagionatura, (75% - 85%). Per lavorazioni diverse da quella stagionale casalinga, le celle di stagionatura devono replicare queste condizioni climatiche naturali con temperature sui 13-14 °C.

## La stagionatura
Questa fase è caratterizzata a livello bio-chimico dalla fermentazione della carne attivata nei primi giorni di essiccazione. 
Attraverso l'azione chiamata tecnicamente "lisi-enzimatica" prodotta dal corredo enzimatico dei batteri lattici naturalmente presenti nella carne, si attua una sorta di predigestione che rende questi salami particolarmente digeribili. La stagionatura prosegue fino alla completa maturazione che ha una durata variabile a seconda del metodo di produzione, nel quale gioca un ruolo centrale la condizione climatica (naturale o in celle controllate) dove avviene la stagionatura.
Il salame che segue la stagionalità della produzione, quindi senza l'uso di ambiente climatizzato, risente dell'incremento della temperatura nei mesi che vanno dall'inverno all'inizio dell'estate. Questo innalzamento di temperatura che avviene anche nei migliori luoghi aventi clima di cantina (dove l'incremento della temperatura può portare a valori fino a oltre 20 °C) non provoca tuttavia danni alla conservazione/stagionatura del salame che è garantita dal sale presente, dalla riduzione progressiva del contenuto in acqua e dall'incremento dell'acidità a seguito dei processi fermentativi.
Il salame all'aglio di produzione domestica può essere consumato dopo circa 40 giorni per le pezzature più piccole (fino a 6 cm di diametro del budello), insaccate sia nel dritto di bue, sia nel budello artificiale. Mentre le pezzature più grosse (da circa 8 cm di diametro e oltre) possono stagionare anche 12 mesi con una significativa riduzione di peso per essiccazione.
Il prodotto industriale invece dopo circa 40-60 giorni è già commercializzabile anche nelle sue pezzature più grosse.

## Il consumo del salame all'aglio
I tempi di stagionatura prima del consumo del salame all'aglio ferrarese, possono variare a seconda che si tratti del prodotto industriale o artigianale prodotto utilizzando anche i conservanti di legge. In questo caso si può individuare un intervallo di tempo nel quale il prodotto, sia per ragioni commerciali, sia per gusto del salume, deve essere consumato. Questo intervallo mediamente va dal secondo al quarto mese dalla produzione. Qui il salame presenta un sapore intenso e abbastanza costante durante tutto il periodo. Successivamente se si procede con la stagionatura fuori dalle celle climatizzate, l'effetto prevalente è quello della perdita di peso per essiccazione della carne, con un peggioramento della gradevolezza del salume. 
Nel salame all'aglio di produzione domestica o in quello artigianale che non prevede l'utilizzo di conservanti, invece, con il prolungamento della stagionatura, oltre alla naturale disidratazione, continua anche in modo più consistente l'azione dei microorganismi che modificano il sapore che diventa più intenso e ancora più ricco di aromi e compensa largamente la lieve perdita di morbidezza delle carni dovuta alla riduzione del contenuto d'acqua del salame. Questo comporta il fatto che il salame di produzione domestica, anche in funzione della sua pezzatura, ha sapori che cambiano a seconda del tempo di stagionatura che precede il consumo. In qualunque momento tuttavia il salame all'aglio ha caratteristiche che lo fanno apprezzare per una o più delle sue caratteristiche che ha maturato in quel periodo di stagionatura. 
In tutti i casi, sia per il prodotto industriale con conservanti, sia per il prodotto domestico senza conservanti, il modo più adatto per il consumo è quello che lo vede accompagnato dal pane ferrarese, la tipica coppia ferrarese che vanta il marchio IGP.